# 446
Năm 446 là một năm trong lịch Julius.